# 한국의 전통
한국에는 여러 전통이 있다.
- 한국 전통 음악
- 한국 전통 악기
- 한국 전통 무용